# Hysterochelifer geronimoensis
Hysterochelifer geronimoensis es una especie de arácnido del orden Pseudoscorpionida de la familia Cheliferidae.

## Distribución geográfica
Se encuentra en México.